# アルブチン
アルブチン (arbutin) はコケモモや梨、ウワウルシなどの植物に含まれている天然型フェノール性配糖体である。シキミ酸経路から合成され、加水分解によりヒドロベンゾキノンとなる。
メラニン合成に関わるチロシナーゼに直接作用し、メラニンの合成を阻害するため、美白効果があるとして、化粧品などに使用されている。β型とα型がある。
また、利尿作用と尿路殺菌作用があり、尿路消毒薬とされる。

## 美白剤として
2018年の色素沈着に対する成分を探したレビューでは、アルブチン単独での研究は、肝斑に対して1%濃度アルブチンを、天然か合成の1%濃度エラグ酸と比較した計10人でのランダム化比較試験しかなく、有効性を明確にするにはさらなる研究が必要である。
アルブチンは、グルコシル化したハイドロキノンであり、同様の発がんリスクが潜んでいる可能性がある。